# Gesellschaft für Straßenbahnen im Saartal
Die Gesellschaft für Straßenbahnen im Saartal (GSS) war ein saarländisches Verkehrsunternehmen in Saarbrücken. Es betrieb die meterspurige Straßenbahn Saarbrücken (1890–1899 als Dampfstraßenbahn und 1899 bis 1965 als elektrische Straßenbahn), den Oberleitungsbus Saarbrücken (1948 bis 1964) sowie den städtischen Omnibusverkehr ab 1925. 1982 wurde für die GSS der Produktname Die Saartal-Linien eingeführt. Die Nachfolge übernahm 2002 die Saarbahn GmbH. Sie betreibt seit dem 24. Oktober 1997 eine normalspurige Stadtbahn in Saarbrücken und Umgebung. Alle genannten Unternehmen gehören zum Stadtwerke-Konzern der Stadt Saarbrücken (SWS), vormals Versorgungs- und Verkehrsgesellschaft Saarbrücken (VVS).

## Geschichte

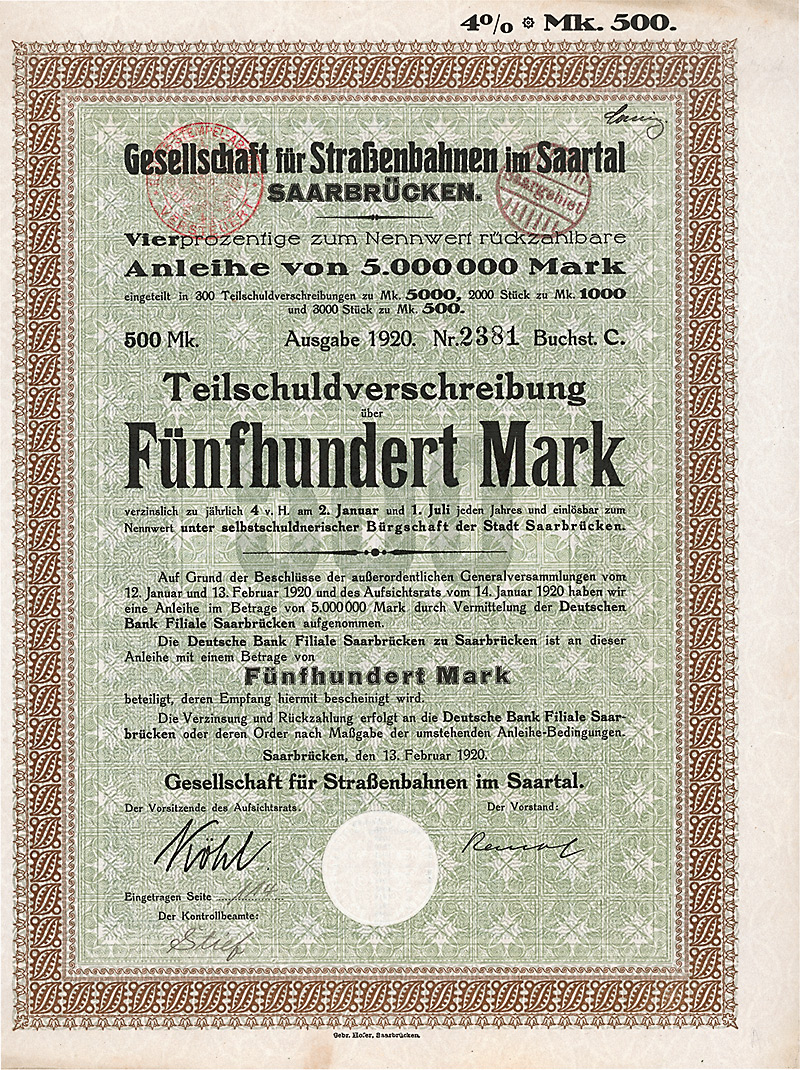
Teilschuldverschreibung über 500 Mark der Gesellschaft für Straßenbahnen im Saartal vom 13. Februar 1920

Im Laufe der Zeit änderten sich die Besitzverhältnisse einige Male. Nach Eröffnung am 4. November 1890 durch die Localbahn-Bau und Betriebs-Gesellschaft Wilhelm Hostmann & Co. aus Hannover, oblag die Betriebsführung zunächst unmittelbar bei dem Eigentümer, der Eisenbahn-Bau und Betriebs-Gesellschaft Vering & Waechter aus Berlin, bis die Betriebsführung ab 14. Januar 1893 direkt an die GSS überging. 1899 war die AEG Hauptaktionär der GSS geworden. Nach Ende des Ersten Weltkrieges litt die Gesellschaft erheblich unter den schwierigen wirtschaftlichen Bedingungen. Um den Konkurs des Unternehmens zu verhindern, kaufte die Stadt Saarbrücken alle Aktien auf und war ab 1920 alleiniger Eigner der Bahn. Die Inflationszeit endete für das Saarland am 1. Juni 1923 mit der Einführung des französischen Francs als Zahlungsmittel. Somit war es dem Unternehmen wieder möglich, zuverlässig zu planen.
Die ersten Omnibuslinien wurden 1925 eingeführt, die Straßenbahn erhielt ihre maximale Netzausdehnung in den 1930er-Jahren, als auch die Strecken der Straßenbahn St. Johann – Riegelsberg – Heusweiler und der Saarbrücker Klein- und Straßenbahn AG (Brebach – Ensheim / Ormesheim) in den Betrieb der GSS integriert wurde. Gemeinsam mit der Völklinger Straßenbahn wurde eine Linie betrieben und zur Zeit der Annexion Lothringens war auch die Forbacher Straßenbahn ein Teil der GSS. Die klassischen Straßenbahnstrecken der GSS führten zu den Endpunkten Ormesheim, Ensheim, Schafbrücke, Rotenbühl, Spiesen, Heusweiler, Luisenthal, Gersweiler, Goldene Bremm und St. Arnual.
Am 5. Oktober 1944 wurden weitere Teile Saarbrückens zerstört. Dementsprechend hatte ab 1946 die Gesellschaft erneut mit Schwierigkeiten zu kämpfen. Damals wurde das Saarland unter französische Verwaltung gestellt. Da in Frankreich viele Straßenbahnbetriebe auf Omnibus oder Oberleitungsbus umgestellt wurden oder bald umgestellt werden sollten, gab es enorme Schwierigkeiten, Ersatzteile zu erhalten, da die Verbindung nach Deutschland unterbrochen war. Nach der Rückgliederung des Saarlandes in die noch junge Bundesrepublik Deutschland gab es für die Straßenbahn kaum mehr eine Chance. Das Automobil übernahm den Verkehrsraum, die Bahn war im Weg und der Fahrzeugpark hoffnungslos überaltert. Somit fuhren die letzten Wagen der Linien 5 und 11 am 22. Mai 1965.

## Omnibusbetrieb

### Geschichte
Obwohl nach 1965 keine Straßenbahn mehr betrieben wurde, blieb der Unternehmensname weiterhin erhalten. „Straßenbahner“, so nannten sich die Busfahrer noch lange Zeit, auch als das Unternehmen nur noch auf dem Papier (als Eigentümer des Betriebsgeländes) existierte und von der privatrechtlichen Saarbahn GmbH abgelöst wurde (der spätere Zusatz „Saartal-Linien“ verdrängte aber nach 1982 immer mehr den alten Straßenbahn-Begriff und wird fälschlicherweise von manchen Leuten bis heute noch verwendet).
Das Netz der Omnibuslinien sah in den 1970er- und 1980er-Jahren folgendermaßen aus (Streckenabschnitte in Klammern nur zeitweise):
010 Luisenthal – Matzenberg – Burbach – Malstatt Markt – Hbf. – Halberg – Brebach – Fechingen – Eschringen – Ensheim / – Ormesheim (siehe auch Linien 2, 3, 34, 43)
020 Altenkessel – Matzenberg – Burbach – Malstatt Markt – Hbf. – Halberg – Brebach – Güdingen Unner (siehe auch Linien 1 und 3)
030 Altenkessel – Matzenberg – Burbach – Malstatt Markt – Hbf. – Halberg – Brebach – Bischmisheim (siehe auch Linien 1 und 2)
040 Am Freibüsch – Burbach – Malstatt Markt – Hbf. – Staatstheater (nur werktags, kein Abendverkehr, siehe auch Linien 8 und 44)
050 Rodenhof – Hbf. – Halberg – Schafbrücke Hallenbad / – Schlesienring (siehe auch Linie 10)
060 Heusweiler, Trierer Str. – Riegelsberg – Rastpfuhl – Ludwigsberg – Hbf. – Wackenberg (siehe auch Linie 9)
070 Bernkasteler Platz – Rastpfuhl – Ludwigsberg – Hbf. – St. Arnual (– Krankenhaus Sonnenberg) / – Güdingen Unner
080 Siedlung Füllengarten – Burbach – Malstatt Markt – Hbf. – Staatstheater (nur werktags, kein Abendverkehr, siehe auch Linien 4 und 44)
090 Heusweiler, Schule – Riegelsberg – Rastpfuhl – Ludwigsberg – Hbf. – Wackenberg (kein Spätverkehr,  siehe auch Linie 6)
100 (Rodenhof –) Hbf. – Schlesienring Zoo / – Schafbrücke Hallenbad (kein Spätverkehr, siehe auch Linie 5)
110 Goldene Bremm – Hauptfriedhof Habsterdick – Stadtwerke – Hansahaus – Wilh.-Heinrich-Brücke (– LVA – Sportplatz Kieselhumes)
120 Siedlung Füllengarten – Burbach – Metzer Brücke – Stadtwerke – Hansahaus – Wilh.-Heinrich-Brücke – LVA – Rotenbühl (siehe auch Linie 13)
130 Rastpfuhl – Metzer Brücke – Stadtwerke – Hansahaus – Wilh.-Heinrich-Brücke – LVA – Rotenbühl (siehe auch Linie 12)
140 Heilig-Geist-Krankenhaus – Ostbahnhof – Ilseplatz – Waldhaus – Universität (kein Spätverkehr)
150 Goldene Bremm ← / Habsterdick Hauptfriedhof – Bellevue – Hansahaus – Hbf. – Waldhaus – Universität – Dudweiler Markt (siehe auch Linie 16)
160 Goldene Bremm → / Habsterdick Hauptfriedhof – Bellevue – Hansahaus – Hbf. – Waldhaus – Universität – Dudweiler Markt (siehe auch Linie 15)
170 (Rastpfuhl – Ludwigsberg –) Hbf. – Eschberg über Pommernring (siehe auch Linie 18)
180 (Rastpfuhl – Ludwigsberg –) Hbf. – Eschberg über Schlesienring (siehe auch Linie 17)
190 Am Homburg – Hbf. (– Hansahaus – Winterberg-Krankenhaus)
200 Saarbrücken, Wilh.-Heinrich-Brücke – Burbacher Markt – Völklingen (nur montags bis samstags, Schnellverkehr in Gemeinschaft mit Stadtwerke Völklingen)
210 Rußhütte – Ludwigsberg – Hbf. – Hansahaus – Bellevue
220 Heusweiler, Schwimmbad – Holz – Wahlschied (60-Min.-Takt, kein Spätverkehr)
240 Eissporthalle – Ludwigsberg – Hbf. – Wilh.-Heinrich-Brücke – Staatstheater (nur einzelne Fahrten von Sept. bis Mai)
250 Von der Heydt – Rastpfuhl – Ludwigsberg – Hbf. – Wilh.-Heinrich-Brücke (nur Einzelfahrten mo–fr)
260 Hauptbahnhof – Waldhaus – Universität (nur mo–fr morgens und nachmittags, nicht in den Ferien, siehe auch Linien 15/16)
270 Folsterhöhe – Bellevue – Hansahaus – Wilh.-Heinrich-Brücke – LVA – Kieselhumes – Halberg – Schafbrücke – Scheidt – Dudweiler – Herrensohr
280 Saarbrücken Hbf. ← / Wilh.-Heinrich-Brücke → Halberg – Scheidt – Elversberg – Spiesen Beckerwald (nur mo–fr HVZ und sa morgens, Schnellverkehr)
290 Rastpfuhl – Burbacher Markt – Gersweiler – Krughütte – Neu Aschbach
300 Saarbrücken, Wilh.-Heinrich-Brücke – Stiringen – Forbach (Schnellverkehr „city express“, Gemeinschaftsverkehr mit RMTC Forbach „Forbus“, seit 2. Januar 1975)
310 Hauptbahnhof – Hansahaus – Bellevue – Folsterhöhe (nur mo–fr HVZ und sa morgens)
320 (Holz, Markt –) Quierschied – Fischbach – Dudweiler, Markt
330 Jägersfreude – Herrensohr – Dudweiler Markt (nur Einzelfahrt an Schultagen)
340 (Luisenthal – Burbach – Malstatt Markt –) Hbf. – Halberg – Brebach – Fechingen Nachtweide (kein Spätverkehr, siehe auch Linie 1)
350 Riegelsberg Stumpen – Rastpfuhl – Ludwigsberg – Hauptbahnhof (nur Einzelfahrten werktags)
360 (Klarenthal, Birkenweg / Jägerpfad – Gersweiler – Stadtwerke – Hansahaus –) Hauptbahnhof – Jägersfreude – Dudweiler – Sulzbach – Altenwald – Friedrichsthal (30-Min.-Takt, kein Spätverkehr, siehe auch Linien 38 und 39)
380 Klarenthal, Birkenweg – Gersweiler – Stadtwerke – Hansahaus – Hauptbahnhof – Jägersfreude – Dudweiler – Sulzbach – Schnappach – Altenwald – Friedrichsthal – Elversberg – Spiesen Haberdell (60-Min.-Takt, siehe auch Linien 36 und 39)
390 Klarenthal, Birkenweg – Gersweiler – Stadtwerke – Hansahaus – Hauptbahnhof – Jägersfreude – Dudweiler – Sulzbach – Altenwald – Friedrichsthal – Spiesen, Markt (60-Min.-Takt, siehe auch Linien 36 und 38)
400 Saarbrücken, Wilh.-Heinrich-Brücke – Sulzbach – Friedrichsthal – Spiesen, Butterberg (Schnellverkehr, nur werktags morgens)
410 Hauptbahnhof – Halberg – Funkhaus Halberg (nur Einzelfahrten mo–fr HVZ und sa morgens)
420 Siedlung Matzenberg – Burbach – Malstatt Markt – Hbf. – Wilh.-Heinrich-Brücke/Kaiserstr. (nur werktags, kein Spätverkehr)
430 Hauptbahnhof – Flughafen (keine Bedienung der Zwischenhaltestellen untereinander)
440 (Am Freibüsch – Burbach – Malstatt Markt –) Hbf. – Halberg – Brebach – Güdingen – Bübingen (siehe auch Linien 4, 8 bzw. 34)
450 Scheidt – Schafbrücke – Bischmisheim (60-Min.-Takt, kein Spätverkehr)
500 Saarbrücken, Wilh.-Heinrich-Brücke – Universität – Neuweiler (nur werktags, kein Spätverkehr; Schnellverkehr mit DB Bahnbus, ab 1989 Regionalbus Saar-Westpfalz RSW)

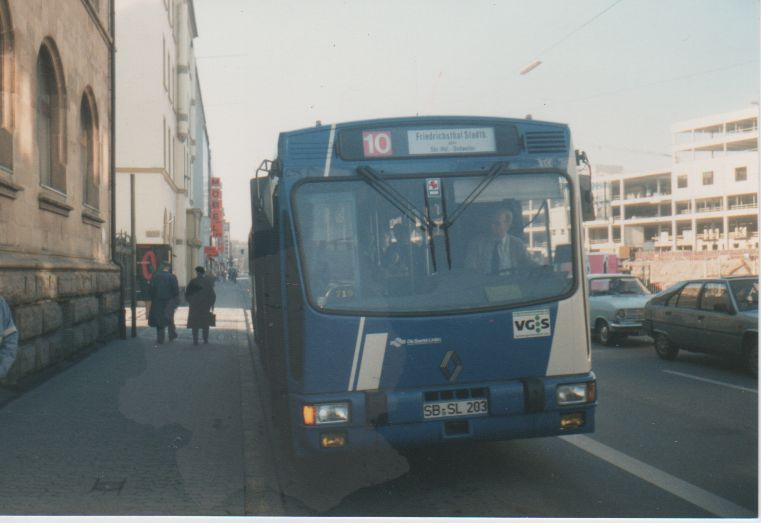
Renault-Gelenkbus in der Trierer Straße vor der alten Hauptpost (1990)

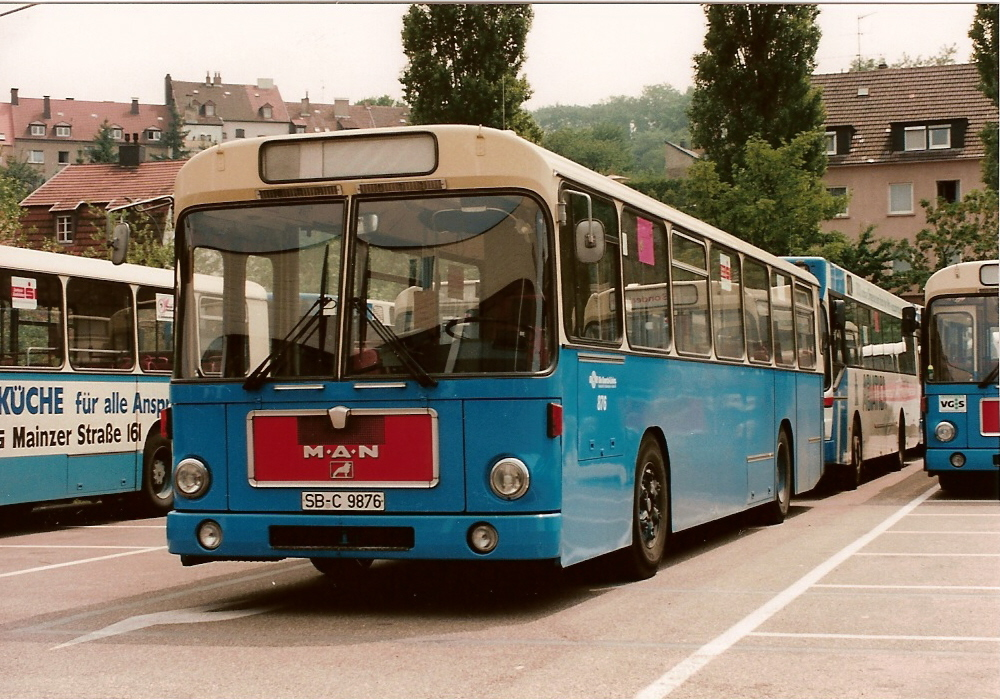
MAN-Solowagen 876 (1992)

Zum 1. Mai 1988 wurde das Busliniennetz umstrukturiert, da sich im Laufe der letzten Jahr(zehnte) durch die Schaffung neuer Wohngebiete und Aufgabe großer Industriebetriebe die Verkehrsnachfrage stark geändert hatte. Die Neuordnung 1988 beinhaltete keine einstelligen Liniennummern mehr und war anfangs nach Linien-Farbgruppen unterteilt: Linien 10–19 rot (Nordost – Südwest), Linien 20–29 blau (Nordwest – Südost) und Linien 31–39 grün (Stadtteillinien und sonstige). Die Schnellverkehrlinien 30, 40, 50 wurden den roten Linien zugeschlagen, die Linien 41–43, später auch 44, wurden den grünen Linien zugeschlagen. Nach einigen Jahren wurde dieses Schema jedoch wieder aufgegeben.
Einige Siedlungs- und Industriegebiete wurden ab 1988 an das Liniennetz neu oder besser angebunden, wie etwa das Industriegebiet Süd, die Universität, der Flughafen sowie Jägersfreude/Herrensohr, Hixberg oder einige Teile von Dudweiler. Gleichsam sollten Umsteigevorgänge so weit wie möglich vermieden und, falls doch nötig, besser koordiniert werden.
Nach der Umstellung am 1. Mai 1988 stellten sich noch einige Unstimmigkeiten heraus, so dass zum 1. November 1988 Anpassungen und Korrekturen – sowohl Strecken- als auch Taktänderungen – erfolgten, bei denen auch Kritik der Fahrgäste berücksichtigung wurde. Nach diesem Fahrplan gab es folgende Linien:
100 (Luisenthal Bf. –) Altenkessel – Burbach – Malstatter Markt – Hauptbahnhof – Rathaus → / ← Kaiserstr. (– Jägersfreude – Dudweiler – Sulzbach – Friedrichsthal, Stadtbad hier nur mo–sa, kein Spätverkehr)
110 Goldene Bremm – Hauptfriedhof – D.F.G. – Stadtwerke – Rathaus – LVA – Waldhaus – Universität – Dudweiler
120 Industriegebiet Süd – Hauptbahnhof – LVA – Halberg – Schafbrücke – Scheidt – Universität – Dudweiler – Herrensohr – Jägersfreude
130 Hauptbahnhof – Ostbahnhof – Ilseplatz – Waldhaus – Universität (nur werktags, kein Spätverkehr)
140 (Habsterdick – Hauptfriedhof –) Goldene Bremm – Bellevue – Hansahaus – Discontohochhaus → / ← Kaiserstr. (– Halberg – Quellenstr. – Eschberg hier nur mo–sa, kein Spätverkehr)
150 Klarenthal, Birkenweg – Gersweiler – Stadtwerke – Hauptbahnhof – Jägersfreude – Dudweiler – Sulzbach – Friedrichsthal – Elversberg – Spiesen, Markt
160 Klarenthal, Jägerpfad – Gersweiler – Stadtwerke – Hauptbahnhof – Jägersfreude – Dudweiler – Sulzbach – Friedrichsthal – Elversberg – Spiesen, Am Beckerwald
170 (Luisenthal Bf. – / Matzenberg Siedlung – Burbach – nur mo–sa) Hauptbahnhof – Landtag – Halberg – Zoo – Eschberg
180 Hauptbahnhof – Stadion Kieselhumes – Eschberg
190 Folsterhöhe Siedlung – Bellevue – Hauptbahnhof – Waldhaus – Universität – Dudweiler, Dudoplatz
200 Heusweiler, Trierer Str. – Walpershofen – Riegelsberg – Rastpfuhl – Hauptbahnhof – Wackenberg
210 Hauptbahnhof – Halberg – Brebach – Güdingen – Bübinger Berg
220 Rußhütte – Ludwigsberg – Hauptbahnhof – Halberg – Schafbrücke
230 (Rastpfuhl – Ludwigsberg – nur werktags, kein Abendverkehr) Hauptbahnhof – Halberg – Brebach – Fechingen, Nachtweide (kein Spätverkehr)
240 (Bernkasteler Platz – Rastpfuhl – Waldfriedhof – Rastpfuhl, Krankenhaus – Ludwigsberg –) Hauptbahnhof – Halberg – Brebach – Güdingen Unner
250 Riegelsberg, Stumpen – Rastpfuhl, Krankenhaus – Ludwigsberg – Hauptbahnhof – (Hansahaus) – Hauptbahnhof (– Staatstheater) (nur werktags, kein Spätverkehr)
260 (Rastbachtalschule – Rastpfuhl, Krankenhaus – Ludwigsberg – nur Einzelfahrten werktags) Hauptbahnhof – St. Arnual (– Sonnenberg, Krankenhaus) / – Güdingen Unner (– Halberger Hütte nur nachts)
270 Rodenhof – Ludwigsberg – Hauptbahnhof – Halberg – Fechingen – Ensheim (– Flughafen Saarbrücken) / – Ormesheim
280 Bernkasteler Platz – Rastpfuhl – Ludwigsberg – Hauptbahnhof – Halberg – Brebach – Bischmisheim
290 Rastpfuhl – Waldfriedhof – Rastpfuhl, Krankenhaus – Stadtwerke – Hansahaus → Rathaus / ← Dudweiler Str.
300 Schnellverkehr: Saarbrücken, WHB Saarcenter – Messegelände – Stieringen – Forbach Bf. (nur werktags, kein Spätverkehr; Gemeinschaftsverkehr mit RMTC Forbach)
310 Heusweiler, Schule – Riegelsberg – Rastpfuhl – Ludwigsberg – Hauptbahnhof – LVA – Stadion Kieselhumes (– Eschberg – Zoo – Saar-Basar hier nur mo–sa)
320 (Holz – nur werktags) Quirschied – Fischbach – Camphausen – Dudweiler, Dudoplatz
330 Dudweiler, Dudoplatz – Dudweiler, Krankenhaus – Guckelsberg – Kantstraße (nur werktags, kein Spätverkehr)
340 (Rußhütte –) Rastpfuhl – Krankenhaus – Waldfriedhof – Burbacher Markt – Gersweiler – Klarenthal, Weidenstr.
350 Scheidt – Scheidter Berg – Schafbrücke – Bischmisheim (kein Spätverkehr)
360 Am Homburg – Hauptbahnhof – Hansahaus – Schloßplatz – Klinik Rotes Kreuz / Julius-Kiefer-Str. – Winterberg-Krankenhaus
370 Hauptbahnhof – WHB Saarcenter – Hansahaus – Schloßplatz – Bellevue – Stadtwerke – Hansahaus – Hauptbahnhof
380 Füllengarten Siedlung – Burbach – Malstatter Markt – Hauptbahnhof – LVA – Rotenbühl (werktags kein Spätverkehr)
390 Füllengarten Siedlung – Burbach – Stadtwerke – Hansahaus – Hauptbahnhof – LVA – Rotenbühl (nur montags bis samstags)
400 Schnellverkehr: Saarbrücken, WHB Saarcenter – Burbacher Markt – Grube Luisenthal – Völklingen Bf. (nur werktags, kein Spätverkehr; Gemeinschaftsverkehr mit den Stadtwerken Völklingen)
410 Hauptbahnhof – Halberg – Funkhaus Halberg (nur Einzelfahrten werktags)
420 Eissporthalle / Saarlandhalle – Hauptbahnhof – Staatstheater (nur bei Veranstaltungen)
430 Heusweiler, Schwimmbad – Dilsburg Brücke – Holz – Wahlschied, Göttelborner Str.
440 Welkertswiesen – Dudweiler, Dudoplatz und Dudoplatz – Dudweiler, Krankenhaus – Dudweiler, Friedhof (nur werktags, kein Spätverkehr)
450 Schnellverkehr: Spiesen Markt → Elversberg → (Dudweiler, Dudoplatz) → WHB Saarcenter (nur Einzelfahrten werktags morgens)
500 Schnellverkehr: Saarbrücken, Rathaus / WHB Saarcenter – Waldhaus – Universität – Neuweiler (nur werktags, kein Spätverkehr, Gemeinschaftsverkehr mit DB)
510 Burbach – Malstatt – Hauptbahnhof – Malstatt – Burbach – Altenkessel – Grube Luisenthal – Klarenthal – Ottenhausen – Gersweiler Markt – Betriebshof (nur Einzelfahrt sonntags in der Früh)
520 Hauptbahnhof – Halberg – Brebach – Bischmisheim – Brebach – Fechingen – Eschringen – Ensheim – Ormesheim (nur Einzelfahrten sonntags in der Früh)
540 Heusweiler, Trierer Str. → Walpershofen → Riegelsberg → Rstpfuhl → Ludwigsberg → Hauptbahnhof – Halberg – Brebach, Halberger Hütte (nur Einzelfahrt sonntags in der Früh)
550 Hauptbahnhof – Jägersfreude – Dudweiler, Dudoplatz – Sulzbach (– Friedrichsthal – Elversberg – Spiesen, Am Beckerwald) (nur Einzelfahrten sonntags in der Früh)
600 Schnellverkehr: Saarbrücken Hbf. – Halberg – Schafbrücke Bf. – Scheidt Bf. – Elversberg – Spiesen, Markt – Am Beckerwald (nur Einzelfahrten mo–fr morgens und abends)
Diese Linien blieben bis zum Mai 1995 weitgehend bestehen, dann wurden die Buslinien aus der Bahnhofstraße herausgenommen, da sie als Einkaufsstraße für die Fußgänger vorbehalten werden sollte. Außerdem begannen die Bauarbeiten für die Stadtbahn, Saarbahn genannt.
Die Einführung der Saarbahn im Oktober 1997 veränderte das Liniennetz wieder stark, da einige Hauptverkehrsstraßen nun von der Bahn bedient wurden und (mit dem Ausbau der Saarbahn) immer mehr Buslinien als Zubringerlinien umfunktioniert wurden. Dadurch entstanden neben den bisherigen Knotenpunkten Hauptbahnhof und Dudoplatz noch Römerkastell, Brebach Bahnhof und Rastpfuhl sowie Riegelsberg Süd. Bis 2014 wurde die Saarbahn-Linie 1 (Stadtbahn) bis Lebach verlängert. Seitdem ist die Leistung an Busverkehren außerhalb des Stadtgebietes Saarbrücken von der Saarbahn GmbH aus wettbewerbsrechtlichen Gründen sehr stark an private Betreiber übergegangen wie in Riegelsberg, Heusweiler oder Quierschied an die Fa. Saar-Mobil GmbH & Co. KG.
Wie in den meisten größeren Städten wurde auch in Saarbrücken aus Kostengründen seit den 1990er-Jahren ein immer größerer Teil des Linienbetriebes an private Busunternehmer im Auftrag der GSS bzw. Saarbahn mit eigenen Bussen und Fahrern vergeben. Dies begann auf ausgewählten Linien, wurde aber immer mehr ausgeweitet. Die ersten Subunternehmer waren die Firmen Seibert, Feld, Fischer, Harz und Baron. Sie sind bis heute im Einsatz.

### Fahrzeuge
Nach dem Krieg wurden unter französischer Verwaltung zunächst Berliet- und Chausson-Busse sowie O-Busse von Vetra beschafft. Die Beschaffung der Omnibusse nach Rückgliederung zu Deutschland um 1960 stammten meist von MAN (zunächst vor allem MAN 750 HOM „Metrobusse“). Abgesehen von Testwagen verschiedener Firmen gab es nur einen Mercedes-Benz (Gelenkbus, Wagen-Nummer 830) und einen Neoplan (Wagen-Nummer 299). Gelenkbusse vom Typ MAN SG 192 wurden ab Anfang der 1970er-Jahre getestet und beschafft. Zur Linienumstellung 1988 wurden als Besonderheit in Deutschland Gelenkbusse (später auch sieben Standard-Linienbusse) von Renault (RVI) angeschafft (insgesamt 43 RVI PR 180.2). Bis 2006 wurden sonst nur MAN-Fahrzeuge geordert (ab 1992 Niederflur- und ab 1995 Erdgasbusse); die letzten Neuanschaffungen sind Mercedes-Benz Citaro-Busse. Bis in die 1990er-Jahre fuhr in Saarbrücken das sogenannte „Münchner Modell“ (MAN SL 200), diese Busse waren in Lackierung und Ausstattung denen der Stadtwerke München sehr ähnlich. Zeitweise gab es mit über 80 Erdgas-Fahrzeugen in Saarbrücken die größte Erdgas-Busflotte Deutschlands. Seit Mitte der 2000er-Jahre wendet man sich hiervon jedoch wieder ab. 2020 waren nur noch 19 Erdgas-Fahrzeuge, die beim Nachfolger Saarbahn GmbH im Einsatz sind. Seit 2015 werden wieder MAN-Busse beschafft. Stand 2020 sind 138 Busse und 28 Triebwagen im Besitz des GSS-Nachfolge-Unternehmens Saarbahn GmbH.